# Aeroportul Internațional Mallam Aminu Kano
Aeroportul Internațional Mallam Aminu Kano (IATA: KAN, ICAO: DNKN) este un aeroport din Kano, Statul Kano, Nigeria ce deservește zona Kano. Aeroportul a fost tranzitat în 2021 de 606.221 de pasageri. A fost deschis în 1936 și numit după Aminu Kano⁠(d).
Situat la o altitudine de 476 m, aeroportul dispune de 2 piste.

## Infrastructură

### Piste
Aeroportul dispune de 2 piste. Pista 06/24 are suprafața de asfalt și dimensiunile  × . Pista 05/23 are suprafața de asfalt și dimensiunile  × . 